# Falsche Welt, dir trau ich nicht!
Falsche Welt, dir trau ich nicht (BWV 52) ist eine Kirchenkantate von Johann Sebastian Bach. Er komponierte sie in Leipzig für den 23. Sonntag nach Trinitatis, den 24. November 1726.

## Geschichte und Worte
Bach schrieb die Kantate, eine Solo-Kantate für Sopran, in seinem vierten Jahr in Leipzig für den 23. Sonntag nach Trinitatis und führte sie am 24. November 1726 erstmals auf.
Die vorgeschriebenen Lesungen waren Phil 3,17–21 , „Unser Wandel ist im Himmel“, und Mt 22,15–22 , die Fangfrage nach dem Zinsgroschen, die Jesus beantwortet mit: „Gebt dem Kaiser ...“. Christoph Birkmann (1703–1771) als Textdichter leitet aus dem Evangelium ab, dass die Welt arglistig und falsch ist, und illustriert dies durch den Mord des Abner durch Joab, beschrieben in 2 Sam 3,27 . Er fordert auf, sich von der Welt abzukehren und sich ganz Gott zuzuwenden. Der Schlusschoral ist die erste Strophe von In dich hab ich gehoffet, Herr von Adam Reusner (1533). Die Zeile entspricht der letzten Zeile des Te Deum. Bach benutzte die vierte Strophe des Chorals, Mir hat die Welt trüglich gericht’t, in seiner Matthäus-Passion.

## Besetzung und Aufbau
Die Kantate ist gesetzt für Sopran, vierstimmigen Chor im Schlusschoral, 2 Hörner, 3 Oboen, Fagott, zwei Violinen, Viola und Basso continuo.
1. Sinfonia
2. Recitativo: Falsche Welt, dir trau ich nicht
3. Aria: Immerhin, immerhin, wenn ich gleich verstoßen bin
4. Recitativo: Gott ist getreu
5. Aria: Ich halt es mit dem lieben Gott
6. Choral: In dich hab ich gehoffet, Herr

## Musik
Die Kantate ist zwar nur für einen Solisten geschrieben, doch reich besetzt. Wie in anderen Kantaten des Zeitraums benutzte Bach ein zuvor komponiertes Instrumentalwerk als einleitende Sinfonia, in diesem Fall den ersten Satz seines ersten Brandenburgischen Konzerts, den Hörner und Oboen dominieren, in seiner frühen Fassung noch ohne Violino piccolo. In der ersten Arie wird der Sopran von zwei Violinen begleitet, in der zweiten von drei Oboen.
Die beiden Hörner der Sinfonia kehren erst im abschließenden Choral wieder, das 1. Horn verstärkt den Sopran, das 2. Horn spielt eine fünfte Stimme.

## Einspielungen
LP / CD
- J. S. Bach: Das Kantatenwerk – Sacred Cantatas, Vol. 3. Gustav Leonhardt, Knabenchor Hannover, Leonhardt-Consort, Chorsolist. Teldec, 1976.
- Die Bach Kantate, Vol. 59. Helmuth Rilling, Gächinger Kantorei, Bach-Collegium Stuttgart, Arleen Augér. Hänssler, 1983.
- Bach: Kantaten BWV 52, BWV 84 & BWV 209. Raymond Leppard, English Chamber Orchestra, Elly Ameling. Philips, 1981.
- Bach Cantatas, Vol. 12. John Eliot Gardiner, Monteverdi Choir, English Baroque Soloists, Gillian Keith. Soli Deo Gloria, 2000.[2]
- J. S. Bach: Complete Cantatas, Vol. 18. Ton Koopman, Amsterdam Baroque Orchestra & Choir, Sibylla Rubens. Antoine Marchand, 2003.
- J. S. Bach: Cantatas Vol. 38 (Solo Cantatas)., Masaaki Suzuki, Bach Collegium Japan, Carolyn Sampson. BIS, 2006.
- J. S. Bach: Geistliche Solokantaten für Sopran. Helmut Müller-Brühl, Bach Vokalensemble Köln, Kölner Kammerorchester, Siri Thornhill. Naxos, 2007.[3]

DVD
- Falsche Welt, dir trau ich nicht. Kantate BWV 52. Rudolf Lutz, Chor und Orchester der J. S. Bach-Stiftung, Miriam Feuersinger. Samt Einführungsworkshop sowie Reflexion von Michael Guggenheimer. Gallus Media, 2015.[4]